# Philipp Achammer
Philipp Achammer (Bressanone, 4 luglio 1985) è un politico italiano, dal 2014 al 2024 Obmann della Südtiroler Volkspartei (SVP).

## Biografia
Achammer nel 2003 diventa referente della sezione giovanile della Südtiroler Volkspartei (la Junge Generation) per Vandoies Bassa, arrivando poi a ricoprire il medesimo ruolo per tutta la zona di Bressanone. Dal 2005 al 2010 siede nel consiglio comunale di Vandoies. Nel biennio 2008-2009 presiede la Junge Generation, per poi assumere la carica (che ricopre fino al 2013) di segretario provinciale del partito. A seguito delle elezioni di ottobre 2013 diventa membro del consiglio provinciale. Entra poi a far parte della giunta provinciale guidata da Arno Kompatscher, con deleghe a istruzione in lingua tedesca, diritto allo studio, formazione professionale, cultura e integrazione.
Il 3 maggio 2014, al 60º Congresso provinciale della Südtiroler Volkspartei, viene nominato alla guida del partito, di cui è eletto Obmann con il 94,43% delle preferenze dell'assemblea dei delegati. Dieci anni più tardi lascia la guida del partito a Dieter Steger.